# Новопетровское сельское поселение (Орловская область)
Новопетровское се́льское поселе́ние — муниципальное образование в Свердловском районе Орловской области Российской Федерации.
Административный центр — деревня Новопетровка.

## История
Статус и границы сельского поселения установлены Законом Орловской области от 12 августа 2004 года № 416-ОЗ «О статусе, границах и административных центрах муниципальных образований на территории Свердловского района Орловской области».

## Население
| 2010 | 2012 | 2013 | 2014 | 2015 | 2016 | 2017 |
| ---- | ---- | ---- | ---- | ---- | ---- | ---- |
| 864  | ↘859 | ↘840 | ↗843 | ↘832 | ↗836 | ↘835 |
| 2018 | 2019 | 2020 | 2021 | 2023 |      |      |
| ↗843 | ↘819 | ↘807 | ↘603 | ↘596 |      |      |

## Состав сельского поселения
| №  | Населённый пункт | Тип населённого пункта          | Население |
| -- | ---------------- | ------------------------------- | --------- |
| 1  | Афанасьевка      | деревня                         | 9         |
| 2  | Богородицкое     | деревня                         | 25        |
| 3  | Бонки            | деревня                         | 5         |
| 4  | Домнино          | деревня                         | ↗230      |
| 5  | Масаловка        | деревня                         | 18        |
| 6  | Никуличи         | деревня                         | ↗198      |
| 7  | Новопетровка     | деревня, административный центр | ↗237      |
| 8  | Озёрки           | деревня                         | 13        |
| 9  | Петрово          | деревня                         | 53        |
| 10 | Плоты            | деревня                         | 1         |
| 11 | Фёдоровка        | деревня                         | 73        |